# Гербер, Эрнст Людвиг
Эрнст Людвиг Гербер (нем. Ernst Ludwig Gerber; 29 сентября 1746, Зондерсхаузен — 30 июня 1819, там же) — немецкий композитор, лексикограф и органист. Автор знаменитого биографического словаря композиторов и музыкантов.

## Биография
Сын композитора и органиста Генриха Николауса Гербера, ученика И. С. Баха.
В 1765 году познакомился с Иоганном Адамом Хиллером и начал музыкальные занятия в Лейпциге, где изучал прежде всего композицию. В 1768 году впервые было исполнено одно из его произведений. В том же году вернулся в Зондерсхаузен, где стал учителем музыки княжеских детей.
В 1775 году занял после своего отца место придворного органиста. В последующие годы занимался изучением истории музыки и в результате стал составителем биографического словаря композиторов («Historisch-biographisches Lexicon der Tonkünstler», на основе словаря И. Г. Вальтера, 1732) (1760—1762) и «Neues Historisch-biographisches Lexikon der Tonküstler» (1810).
Он также опубликовал ряд статей в нескольких музыкальных журналах.

## Избранные музыкальные сочинения
- Liebster Jesu wir sind hier (хорал)